# Герб Дрогичина
Герб Дрогичина - міста в Польщі, Підляське воєводство, Сім'ятицький повіт, гміна Дорогичин. 
Опис герба міститься у додатку 2 до Статуту міста та комуни Дрогичина.

## Опис
Герб розділений на три поля:
1. верхнє: у золотому полі зубр натурального кольору;
2. внизу праворуч з Погоня: у червоному полі вершник-лицар мчить чвалом на срібному коні із червоним сідлом, у правиці вершника оголений меч, піднятий вгору, у лівиці червоний щит із подвійним золотим хрестом;
3. знизу ліворуч: у червоному полі срібний орел Пястів.

Над верхньою частиною герба є корона з рослинним орнаментом (через те, що місто входить до коронованих міст Польщі). Щит герба розміщений на тлі двох схрещених мечів.

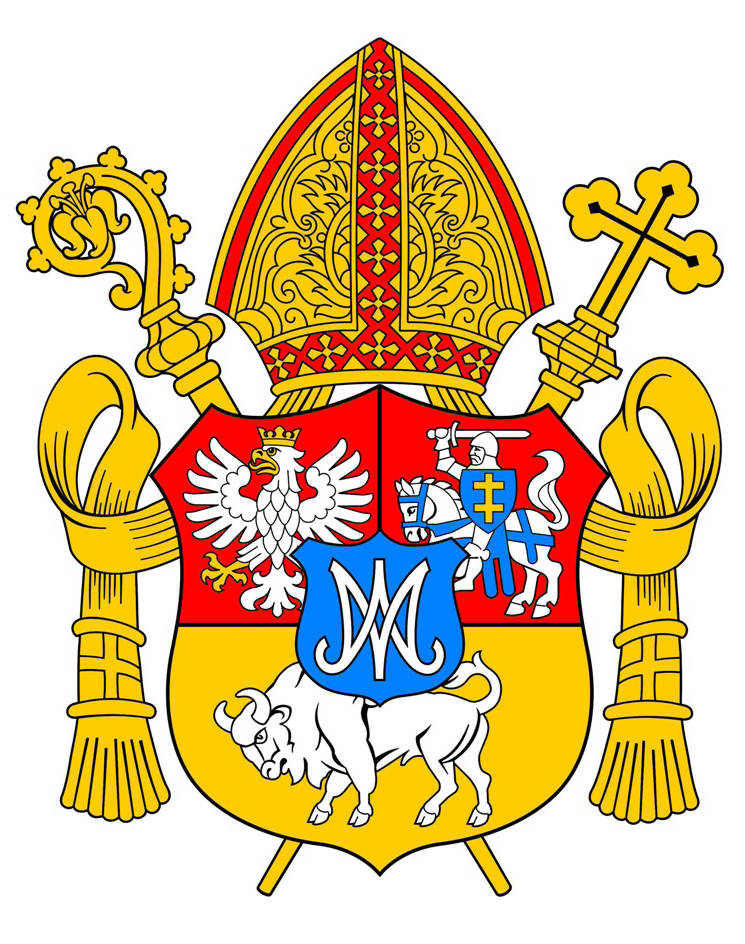
Герб Дрогичинської єпархії - для порівняння